# Ramire II (roi d'Aragon)
Pour les articles homonymes, voir Ramire II.
Ramire II d'Aragon, surnommé le Moine, né le 24 avril 1086 et mort le 16 août 1157, est roi d'Aragon de 1134 à 1157.
Dernier fils de Sanche Ier Ramirez et de Félicie de Roucy, il fut consacré à la vie cléricale. Moine à l'abbaye Saint-Pons de Thomières, puis abbé de Saint-Pierre-le-Vieux à Huesca, il fut successivement évêque de Huesca et de Roda-Barbastro. À la suite de la mort de son frère, Alphonse Ier le Batailleur, sans descendance et ayant légué son royaume à plusieurs ordres militaires religieux en 1134, il fut élu roi d'Aragon par l'assemblée de Jaca et abandonna la vie cléricale.
Marié à Agnès de Poitiers en 1135, il en eut une fille, Pétronille, l'année suivante. Il confia la réalité du pouvoir à sa fille et surtout à son gendre, le comte de Barcelone Raimond-Bérenger IV, dès 1136, ne gardant pour lui que le titre de roi. Il se retira dans le monastère Saint-Pierre-le-Vieux, où il finit sa vie en 1157.

## Biographie

### Jeunesse et vie cléricale
Ramire était le dernier fils du roi d'Aragon et de Pampelune, Sanche Ier. Dès son plus jeune âge, il fut consacré à la vie cléricale, comme l'étaient les cadets de familles nobiliaires au Moyen Âge. Le 3 mai 1093, il fut envoyé à l'âge de sept ans comme moine à l'abbaye Saint-Pons, à Thomières, dans la vicomté de Béziers.
En 1111, son frère Alphonse Ier, devenu roi d'Aragon, entra en conflit avec son épouse, Urraque Ire, reine de León et de Castille. Les habitants de Sahagún, avec l'appui d'Alphonse Ier, ravagèrent l'abbaye Saint-Benoît de Sahagún, où elle avait trouvé refuge. À la suite des événements, le roi d'Aragon appela son frère Ramire afin de reprendre l'abbatiat de Saint-Benoît. En 1117, Ramire revint en Aragon, comme abbé de Saint-Pierre-le-Vieux, abbaye dont les travaux avaient commencé à Huesca sous l'impulsion d'Alphonse Ier. Finalement, à l'âge de 46 ans, Ramire fut nommé évêque de Roda-Barbastro en 1134. Il n'eut cependant pas le temps de prendre possession de son évêché.
En effet, Alphonse Ier venait de mourir, le 7 septembre 1134, à la suite de sa défaite contre les Almoravides à Fraga. Le testament d'Alphonse Ier spécifiait que son royaume était légué à plusieurs ordres militaires religieux : les Templiers, les Hospitaliers de l'ordre de Saint-Jean de Jérusalem et les chanoines du Saint-Sépulcre. Le testament fut refusé par les noblesses aragonaise et navarraise. Les premiers, assemblés à Jaca, élurent Ramire comme roi d'Aragon, tandis que les seconds choisissaient Garcia Ramírez comme roi de Navarre.
Ramire, encore évêque de Roda-Barbastro, se trouvait en train de célébrer la nativité de la Vierge, le 8 septembre, à Tierrantona, en Sobrarbe, lorsqu'il apprit la nouvelle de la mort de son frère et son élection au trône d'Aragon. Il fut couronné à Saragosse trois semaines plus tard, le 29 septembre 1134.

### Règne

#### Révoltes et politique intérieure

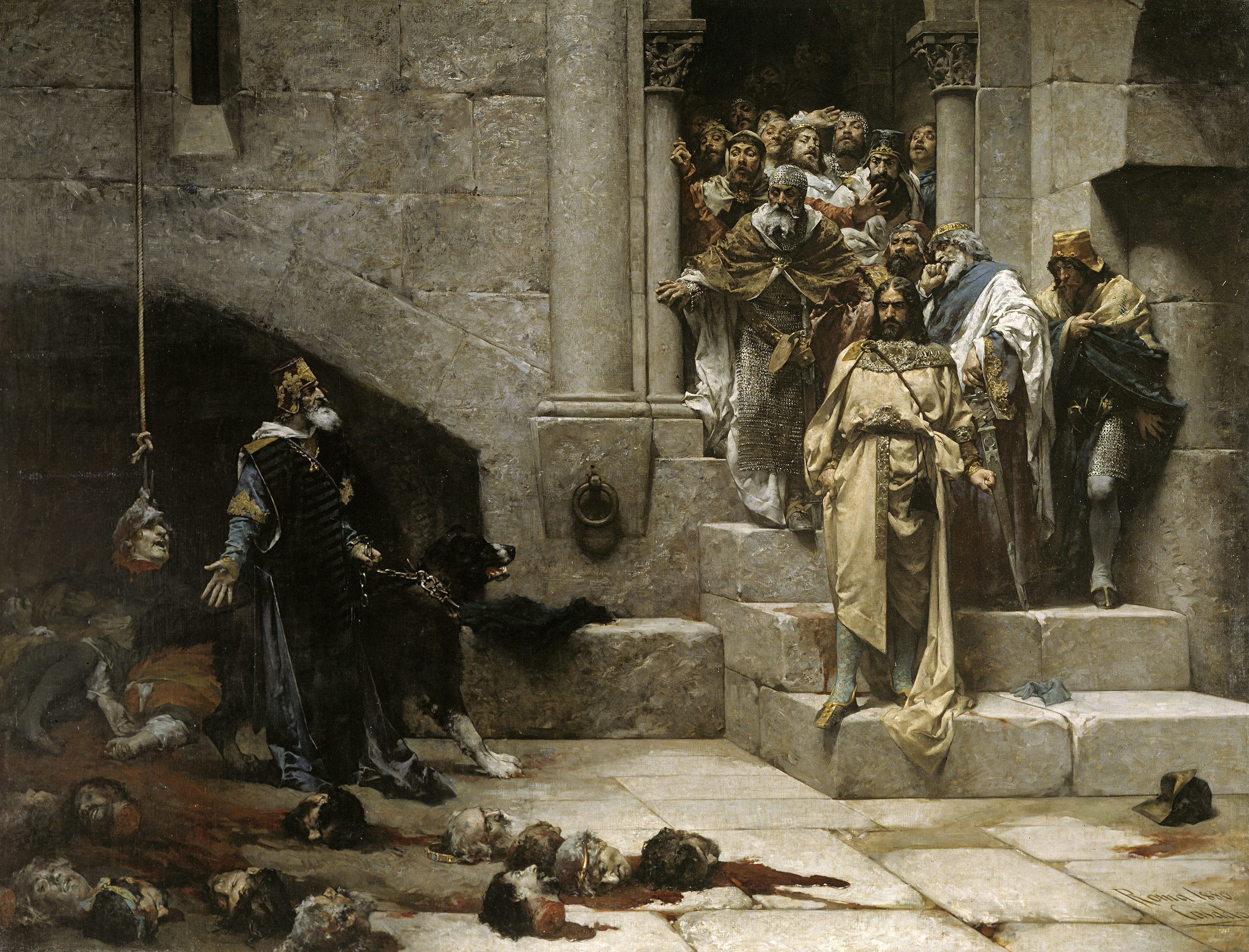
La cloche de Huesca par José Casado del Alisal, 1874 (mairie de Huesca).

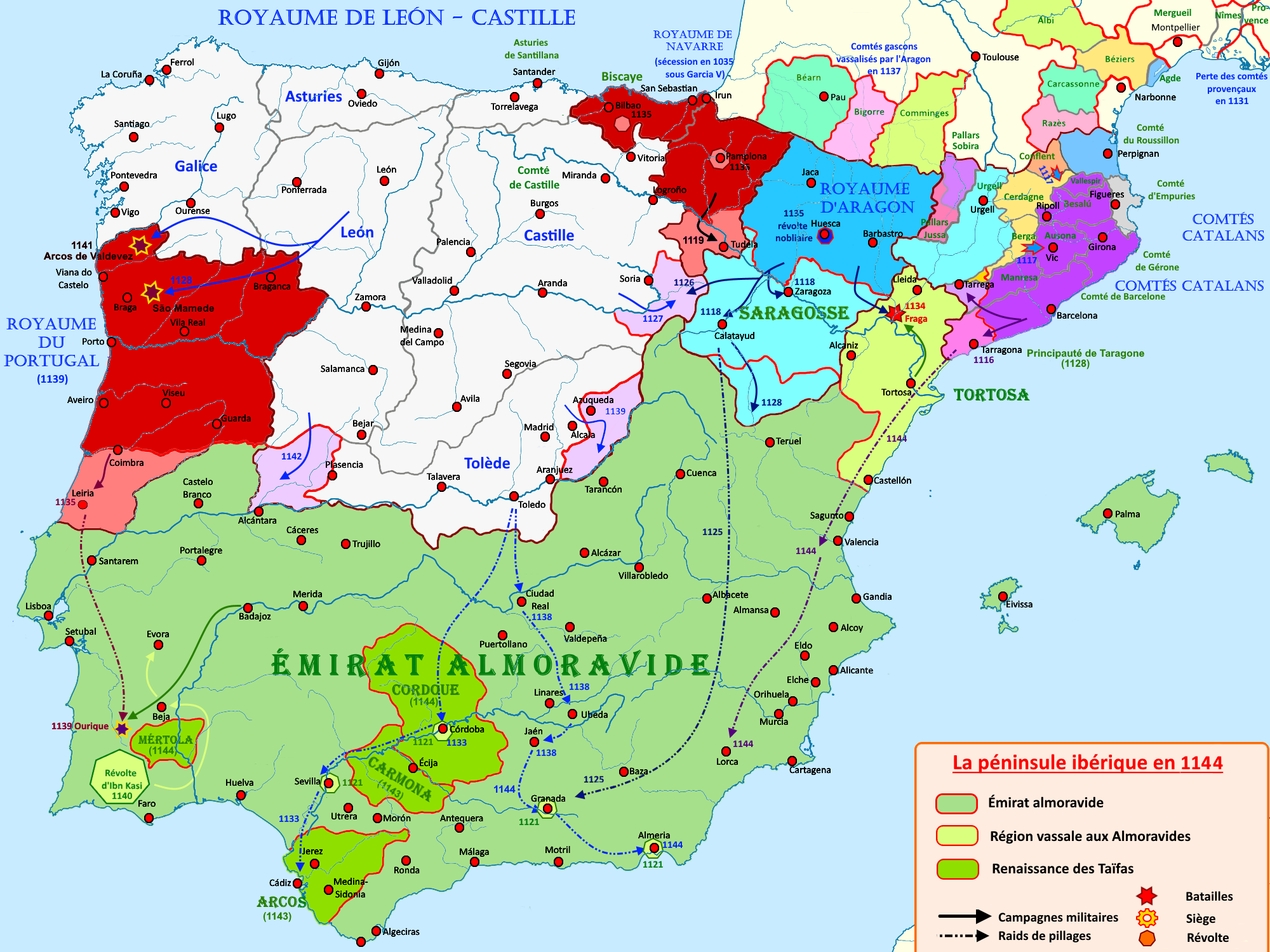
Le royaume d'Aragon de 1115 à 1144.

Ramire II gouverna comme roi d'Aragon, titre auquel étaient attachés les comtés de Sobrarbe et de Ribagorce. Dès le début de son règne, il fut confronté à l'agitation de la noblesse aragonaise, qui contestait son autorité. En 1135, menacé par une révolte, Ramire II fut forcé de se réfugier à Besalú. La chronique de San Juan de la Peña, du XIVe siècle, développe à ce propos la légende de la cloche de Huesca. Préoccupé des révoltes, Ramire II aurait envoyé en 1135 ou 1136 un messager à Pierre II, l'abbé de Saint-Pons de Thomières, son ancien supérieur. Le messager serait arrivé alors que l'abbé, dans le jardin de l'abbaye, coupait les roses qui dépassaient des massifs : l'abbé aurait conseillé au roi de faire de même. Peu de temps après, Ramire II aurait convoqué les nobles les plus importants du royaume à Huesca, au motif de leur montrer une cloche qu'on pourrait entendre dans tout le royaume et aurait fait décapiter les douze nobles les plus coupables. Le geste du roi aurait terrorisé les autres nobles et mit fin à leur révolte.
Ramire II dut également faire face à la sécession du royaume de Navarre, menée par García V.

#### Mariage et descendance

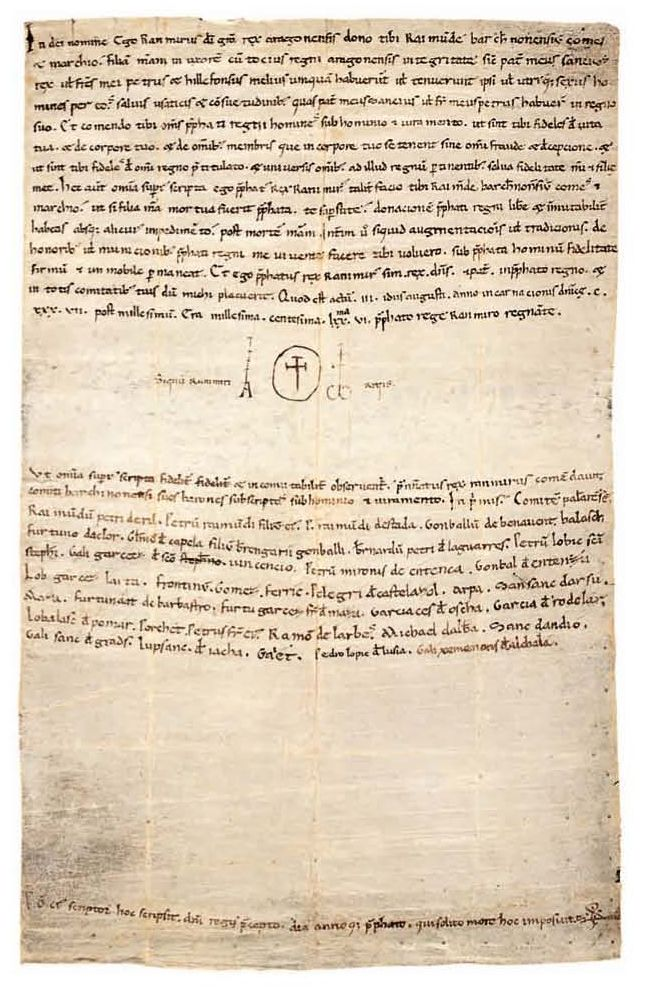
Charte originale des accords matrimoniaux de Barbastro, le 11 août 1137.

Le 13 novembre 1135, il épousa dans la cathédrale de Jaca Agnès de Poitiers, alors veuve d'Aimery V de Thouars et mère de quatre enfants. Sept mois plus tard, le 29 juin 1136 naquit une fille, Pétronille.
La main de Pétronille fut tout d'abord sollicitée par le roi de roi de Castille et León Alphonse VII l'Empereur : les deux rois conclurent un accord au traité à Alagón, le 26 août 1136. Mais le projet rencontra l'opposition à la fois du roi de Navarre, Garcia V, et de la noblesse aragonaise. Finalement Ramire II décida d'unir sa fille au comte Raimond-Bérenger IV de Barcelone. Par l'accord matrimonial de Barbastro, le 11 août 1137, il transmit tous ses pouvoirs à son gendre, sans toutefois abdiquer. Ce dernier, devenu prince d'Aragon prit la tête des deux États, permettant à Ramire II de quitter la vie politique.

### Fin de règne et mort

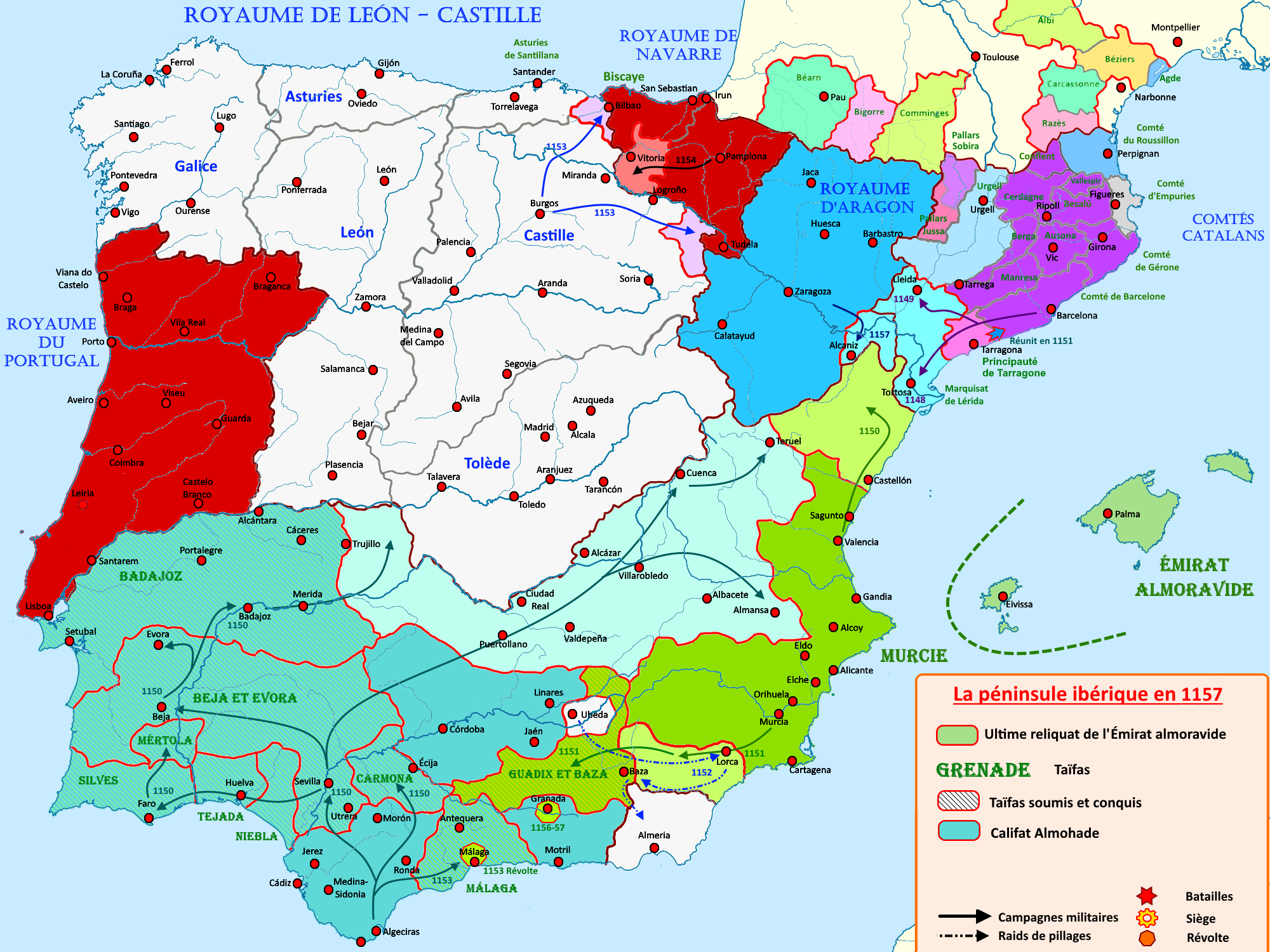
Le royaume d'Aragon en 1157.

Ramire II, ne conservant que le titre de roi d'Aragon, retrouva la vie monastique et se retira dans le monastère Saint-Pierre-le-Vieux de Huesca, tandis qu'Agnès retournait en Aquitaine et terminait sa vie à l'abbaye de Fontevrault. Pétronille partit quant à elle pour la cour de Barcelone, où elle reçut son éducation. Au mois d'août, ayant atteint l'âge de quatorze ans, elle épousa Raimond-Bérenger IV à Lérida.
Ramire II termina sa vie entre le monastère Saint-Pierre-le-Vieux et le sanctuaire Saint-Urbicius (es), à Nocito. Il mourut à Huesca le 16 août 1157. Ses restes furent déposés dans un sarcophage romain du IIe ou IIIe siècle, placé dans la chapelle Saint-Barthélémy du monastère Saint-Pierre-le-Vieux.

## Famille
De son mariage avec Agnès de Poitiers, le 13 novembre 1135, Ramire II n'a qu'une fille :
- Pétronille (29 juin 1136-15 octobre 1173), reine d'Aragon et comtesse de Barcelone, épouse du comte de Barcelone Raimond-Bérenger IV.